# یموت (ترکمن)
یموت روستایی در دهستان جعفربای جنوبی بخش مرکزی شهرستان ترکمن استان گلستان ایران است.

## جمعیت
بر پایه سرشماری عمومی نفوس و مسکن در سال ۱۳۹۵ جمعیت این مکان ۱۴۶ نفر (۴۰خانوار) بوده‌است.